# 필통 (텔레비전 프로그램)
필통은 매주 수요일 저녁 7시 30분에 광주 KBS 1TV로 방송된 텔레비전 프로그램이다.

## 기획 의도
지역 이웃의 생생한 삶을 되돌아보는 텔레비전 프로그램이다.

## 방송 시간
| 방송 채널    | 방송 기간                         | 방송 시간                              |
| ------------ | --------------------------------- | -------------------------------------- |
| 광주 KBS 1TV | 2011년 11월 11일 ~ 2013년 4월 5일 | 매주 금요일 저녁 7:30 ~ 밤 8:25 (55분) |
| 광주 KBS 1TV | 2013년 4월 10일 ~ 2017년 4월 4일  | 매주 수요일 저녁 7:30 ~ 밤 8:25 (55분) |
| KBS 1TV      | 2012년 9월 20일 ~ 2013년 1월 17일 | 매주 목요일 오후 4:10 ~ 5:00 (50분)    |
| KBS 1TV      | 2013년 4월 11일 ~ 2013년 5월 30일 | 매주 목요일 오후 4:10 ~ 5:00 (50분)    |

## 구성
- 남도 캠핑 원정대, 별똥별
- 감성에세이, 1cm+